# St. Johannes der Täufer (Narzym)
Die Kirche St. Johannes der Täufer in Narzym stammt in ihren Fundamenten aus der Ordenszeit im 14. Jahrhundert. Bis 1945 war sie das evangelische Gotteshaus für das Kirchspiel Narzym in Ostpreußen. Heute ist sie römisch-katholische Pfarrkirche in der polnischen Woiwodschaft Ermland-Masuren.

## Geographische Lage
Narzym (der Name ist in der deutschen Sprache gleichlautend) liegt westlich der Woiwodschaftsstraße 544 zwischen Działdowo (Soldau) und Iłowo-Osada (Illowo). Das Dorf ist Bahnstation an der Bahnstrecke Danzig–Warschau. Der Standort der Kirche ist in der Ortsmitte an der ul. Robotnicza/Ecke ul. Wierzborska.

## Kirchengebäude

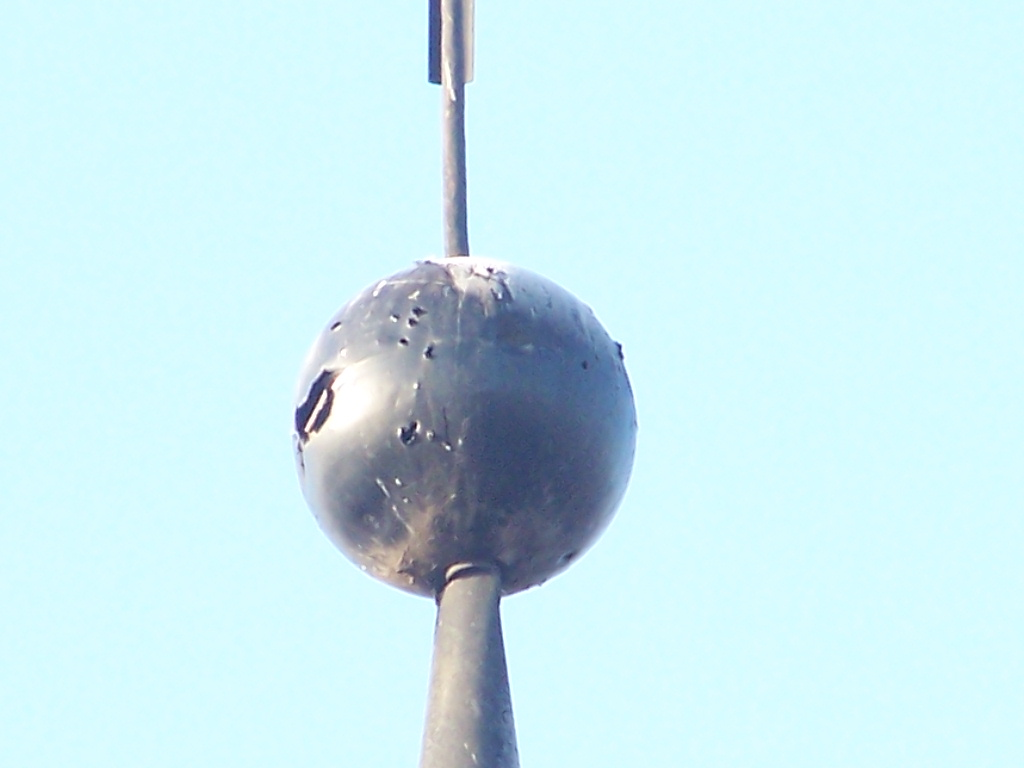
Einschusslöcher von 1945 in der Turmkugel

Die Kirche im einstigen Wildenau wurde vor 1400 erbaut und dabei – in der Bauweise des Deutschen Ordens – aus Feldsteinen und Ziegeln errichtet. Nach einem Brand im Jahre 1410 (Schlacht bei Tannenberg) erfolgte der Wiederaufbau Ende des 15. Jahrhunderts unter Verwendung der unteren Teile der Mauer. 1728/1729 wurde die Kirche nach einem Plan des Landbaumeisters Johann Caspar Hindersin erneuert und um 1745 von Zimmermeister Johann Schröter aus Schlobitten (polnisch Słobity) und Maurermeister Andreas Zänker aus Soldau  (Działdowo) grundlegend repariert. In der Mitte des 19. Jahrhunderts wurde das gesamte Gebäude verputzt.
Der dreigeschossige Westturm ist aus Stein. Auf seiner Spitze war über Jahrzehnte ein preußischer Adler angebracht.
Die Kirche verfügt über zwei Eingänge im Süden und im Westen nach gotischer Bauweise mit Spitzbogen. Die Fenster waren früher ebenfalls mit Spitzbögen eingewölbt.
Das Innere der Kirche überspannt eine flache Decke. Der Altarraum ist mit einer schlichten Decke belegt. Über dem Altar befand sich einst die Kanzel, aus Holz und ebenfalls schlicht um 1700 angefertigt. Auch die Taufe ist aus Holz. Sie trägt eine zinnerne Schale.
1818 erhielt die Kirche eine (neue) kleine Orgel des Orgelbauers Zielinksi, 1911 wurde ein  Instrument von Orgelbauer Carl Novak aus Klein Jerutten (polnisch Jerutki) erworben, das allerdings bereits im Krieg schwer beschädigt wurde.
Das Geläut der Kirche bilden zwei Glocken. Sie wurden im Jahre 1927 in Danzig gegossen. Die ursprünglichen beiden Glocken von 1650 aus Elbing (2 Fuß 2 Zoll und 2 Fuß im Durchmesser) sind dem 1. Weltkrieg zum Oper gefallen.
Nach 1945 wurde aus dem evangelischen Gotteshaus eine römisch-katholische Pfarrkirche. Sie wurde den veränderten Bräuchen baulich angepasst. 1980 erfolgte eine größere Restaurierung des Gebäudes.

## Kirchengemeinde
Kurz nach der Dorfgründung gab es im damaligen Wildenau bereits eine Kirche. Sie wurde durch die Reformation im Herzogtum Preußen evangelisch.

### Evangelisch

#### Kirchengeschichte
Mit der Reformation nahm der erste lutherische Geistliche hier seinen Dienst auf, den er bis 1536 wahrnahm. Für die Kirche bestand zunächst ein adliges Patronat. 1591 setzte eine katholische Patronin einen Pfarrer ihrer Konfession hier ein, worauf die Landesherrschaft das Patronat übernahm.
Bis 1923 gehörte Narzym zur Kirchenprovinz Ostpreußen der Kirche der Altpreußischen Union. Sie war in den Kirchenkreis Neidenburg (polnisch Nidzica) eingegliedert, aus dem heraus im Jahre 1910 der Kirchenkreis Soldau (Działdowo) herausgebildet wurde, zu dem Narzym dann gehörte. 1923 wurden die Gemeinden im Soldauer Gebiet in die Diözese Działdowo der Unierten Evangelischen Kirche in Polen überführt.
Die Ereignisse des Zweiten Weltkrieges ließen aufgrund von Flucht und Vertreibung der Bevölkerung das Leben der Kirchengemeinde in Narzym erlöschen. Heute hier lebende  evangelische Einwohner gehören zur Erlöserkirche in Działdowo in der Diözese Masuren der Evangelisch-Augsburgischen Kirche in Polen.

#### Kirchspielorte
Bis 1945 waren außer dem Pfarrort Narzym noch zwölf Dörfer bzw. Wohnplätze in das Kirchspiel eingepfarrt:
| Deutscher Name          | Polnischer Name              |  | Deutscher Name        | Polnischer Name |
| ----------------------- | ---------------------------- |  | --------------------- | --------------- |
| Brodau                  | Brodowo                      |  | Purgalken             | Purgałki        |
| Chorapp                 | Chorab                       |  | Rywoczin              | Rywociny        |
| Hansburg                | Janowo                       |  | Sczepka               | Szczepka        |
| Illowo, und: Illowo     | Iłowo-Osada, und: Iłowo-Wieś |  | Sochen                | Sochy           |
| Kraschewo               | Kraszewo                     |  | Wiersbau (bei Soldau) | Wierzbowo       |
| Ludwigshof (bei Illowo) |                              |  | Zworaden              | Dwukoły         |

#### Pfarrer
Bis 1945 amtierten an der Kirche zu Narzym als evangelische Geistliche die Pfarrer:
- NN., bis 1536
- Marcus Hirschberger, (1591)
- Bartholomäus Eichler, bis 1603
- Andreas Cassobowius, 1603–1607
- Paul Millossius, 1607–1621
- Jonas Recht, (1621)
- Jacob Concius, (1628)
- Matthias Langius, 1662–1685
- Christoph Langius, 1681–1734
- Andreas Slopianka, 1734–1738
- Matthias Kobylenski, 1738–1740
- Johann Friedrich Jackstein, 1741–175
- Andreas Trojan, 1756–1758
- Ernst Philipp Alexius, 1758–1787
- Paul Samuel Paulini, 1789–1800
- Samuel Marcus, 1801–1823
- Johann Carl Hagenau, 1823–1825
- Karl Theodor Dopatka, 1826–1830
- Friedrich Wilhelm Boettcher, 1831–1833
- Georg Wilhelm Braun, 1833–1845
- Friedrich Benjamin Moeller, 1845–1849
- Eman. Ed. Moritz Rekoß, 1849–1875
- Adolf Gustav Jacobi, 1875–1881
- Hermann Heinrich Tomuschat, 1882–1888
- Emil Hugo Louis Siedel, 1889–1890
- Julius Ad. G. von Popowski, 1890–1892
- Reinhold Hugo Wilhelm Link, 1892–1896
- August Julius Horn, 1896–1901
- Otto Emil Rauch, 1901–1916
- Carl Heinrich Heldt, 1916–1923
- Hermann Wilck, 1923–1937
- Erwin Horn, 1937–1939
- Walter Bernhard Zwirner, 1942–1945

| Oratoren / Glöckner / Küster | Oratoren / Glöckner / Küster |
| ---------------------------- | ---------------------------- |
| vor 1780                     | Jetrownik                    |
| vor 1780 – nach 1788         | Jan Wallesch                 |
| vor 1818 – nach 1821         | Martin Bukowski              |
| nach 1821 – 1835             | Johann Bartkowski            |
| 1835 - 1885                  | Bartholomäus Bartkowski      |
| 1885 - 1912                  | Friedrich Bartkowski         |

| Orgeln und Organisten | Orgeln und Organisten      |
| --------------------- | -------------------------- |
| 1818                  | Orgel von Zielinski        |
| um 1822               | Samuel Sakowski            |
| um 1899               | Johannes Czudnachowski     |
| 1911                  | Orgel von Noack (Jerutten) |

### Römisch-katholisch

#### Kirchengeschichte
Bis 1945 war Narzym in die römisch-katholische Pfarrei St. Adalbert in Soldau (Działdowo) eingepfarrt. Nach dem Krieg reklamierten die römisch-katholischen Kirchenglieder das bisher evangelische Gotteshaus für sich. Die jetzt nach Johannes dem Täufer benannte Kirche wurde Filialkirche der Pfarrei in Iłowo-Osada (Illowo). 1963 wurde Narzym selber zu einer Pfarrei erhoben. Sie gehört zum Dekanat Działdowo (Soldau) der Region Brodnica (Strasburg) im Bistum Toruń (Thorn).

#### Pfarreiorte
Der Pfarrei Narzym sind folgende Orte zugeordnet:
| Polnischer Name    | Deutscher Name |  | Polnischer Name | Deutscher Name        |
| ------------------ | -------------- |  | --------------- | --------------------- |
| Brodowo            | Brodau         |  | Mansfeldy       | Mansfeld              |
| Gajówki            | Gajowken       |  | Narzym          | Narzym                |
| Kolonie Narzymskie |                |  | Wierzbowo       | Wiersbau (bei Soldau) |